# پاتنم ۲۵۵۷
سیارک ۲۵۵۷ (به انگلیسی: 2557 Putnam، نامگذاری:1981SL1) دو هزار و پانصد و پنجاه و هفتمین سیارک کشف شده‌است که در ۲۶ سپتامبر ۱۹۸۱ کشف شد.
قدر مطلق سیارک برابر ۱۲٫۵۰ است.